# Azendohsaurus
L'azendohsauro (gen. Azendohsaurus) è un rettile estinto appartenente agli arcosauromorfi. Visse nel Triassico superiore (Carnico, circa 225 milioni di anni fa) e i suoi resti fossili sono stati ritrovati in Marocco e in Madagascar. 

## Scoperta e classificazione
La specie tipo di Azendohsaurus (A. laaroussii) è conosciuta solo per un frammento parziale di mascella con alcuni denti, proveniente dal Marocco. Sulla base di questi resti, descritti da Dutuit nel 1972, si ritenne che Azendohsaurus fosse un dinosauro prosauropode, forse affine a Thecodontosaurus. Altri studiosi, invece, interpretarono gli scarsi resti come quelli di un dinosauro ornitischio primitivo. Nei primi anni 2000 vennero scoperti altri resti in strati di inizio Triassico superiore in Madagascar, anch'essi attribuiti a un prosauropode. Nuove ricerche (2010) permisero di riconoscere i resti malgasci come una nuova specie di Azendohsaurus (A. madagaskarensis) e di comprendere che questi animali non erano dinosauri, bensì arcosauromorfi primitivi, che svilupparono un certo grado di convergenza evolutiva con i dinosauri erbivori. 

## Descrizione e stile di vita
I resti del cranio e della dentatura di entrambe le specie di Azendohsaurus hanno portato i paleontologi a supporre che questi animali fossero erbivori di dimensioni medio-piccole (circa 1,8 metri di lunghezza), dai denti a forma di foglia; i rari fossili dello scheletro postcranico della specie malgascia non sono sufficienti a permettere una ricostruzione dettagliata dell'animale.